# Luigi Tola
Luigi Tola (Genova, 5 ottobre 1930 – Genova, 25 giugno 2014) è stato un artista e poeta italiano.
Tola è stato uno dei maggiori esponenti della poesia visiva italiana.
Attivo soprattutto a Genova dove ha fondato i centri culturali Il Portico, La Carbaga.
È stato inoltre direttore delle riviste Marcatré, Trerosso, Il Pallone.

## Biografia

### La gioventù
Luigi Tola nasce il 5 ottobre del 1930 nel quartiere della Coscia, a Sampierdarena, Genova. Come si usa in quel tempo la nascita è registrata il giorno dopo: il 6 ottobre 1930.
L'infanzia di Luigi è segnata da gravi lutti. Il padre, Quirico, dopo aver abbandonato i carabinieri, lavora in un oleificio dove muore vittima di un incidente quando Luigi ha appena sei anni. La madre Maria (ma il vero nome è Saffo) inizia quindi a lavorare per mantenere i due figli: Luigi e Giovanni Antonio di quattro anni. I due bambini sono affidati alle cure dei nonni materni.
Poco dopo, in seguito a una malattia, muore anche il fratello Giovanni Antonio.
Durante la guerra partecipa alla Resistenza facendo la staffetta e portando messaggi da una parte all'altra di Genova, attraverso lunghi giri nella montagna sovrastante la città.
Frequenta le gallerie d'arte di Genova, in particolare la galleria Isola in via XX Settembre.

### Anni Cinquanta
Finito il Magistero si iscrive a Pedagogia, ma la carriera universitaria viene abbandonata molto presto per dedicarsi alla poesia.
In questo periodo nasce, per opera di Tola, il circolo culturale “Il Portico” di Via Cantore (poi trasferitosi in Via Avio 5) a Sampierdarena, primo gruppo di ricerca e discussione d'arte composto da Tola stesso e da alcuni giovani amici: studenti di liceo, universitari, operai. Il gruppo stampa a ciclostile “Dibattiti” costituisce il primo vero opuscolo/giornalino, anche questo fondato e diretto da Tola. Oltre a questo giornalino che raccoglie gli interventi dei vari membri del gruppo del “Portico”, vengono stampati anche una serie di supplementi dedicati alla poesia. Tra questi va sicuramente ricordato il supplemento dedicato alle poesie di Nazım Hikmet, prima traduzione in italiano della sua poesia. Nazım Hikmet soggiornò a Genova dopo la scarcerazione e "Il Portico” riuscì ad organizzare, con la collaborazione di Dario Fo, una lettura pubblica delle sue poesie, sulle gradinate di accesso a Palazzo Ducale su Piazza De Ferrari.
Al circolo culturale “Il Portico” nascono le prime poesie murali, poesie destinate ad essere affisse ai muri delle fabbriche, delle scuole e delle università, sull'esempio dei giornali di fabbrica e dei giornali sindacali che utilizzano lo stesso metodo di diffusione. Le poesie murali di Tola sono da considerarsi il primo esempio di poesia visiva, esperienza estetica tra le più interessanti nate in Italia nel secondo dopo guerra.
“Il Portico” va inoltre ricordato come il luogo della prima esposizione di poesia visiva in Italia avvenuta nel 1958 con il titolo “Poesie murali”.

### Gli anni Sessanta
Dopo l'esperienza del Portico, nel 1958 Luigi Tola fonda il “Gruppo Studio”, continuazione e sviluppo del gruppo precedente, dove confluiscono, oltre ad alcuni dei membri storici de “Il Portico” come Alda D'Alessio, Guido Zivieri, anche Rodolfo Vitone, Germano Celant, Danilo Giorgi, Olga Casa, Maurizio Guala, Bruno Lo Monaco, Claudio Tempo, Daniela Zampini, Lella Carretta.
Il Gruppo Studio fonda due riviste: Marcatré e Trerosso; e un “club d'arte: La Caràbaga.
Marcatré. Notiziario di cultura contemporanea nasce nel novembre 1963 ad opera di Eugenio Battisti (Direttore) in collaborazione con Luigi Tola (Redazione Centrale) e Rodolfo Vitone (Editore). Basato su una struttura a sezioni riesce a radunare intorno a sé artisti, poeti e intellettuali quali Edoardo Sanguineti, Vittorio Gelmetti, Diego Carpitella, Gillo Dorfles, Umberto Eco, Paolo Portoghesi, Claudio Tempo e Germano Celant. Edito inizialmente da Rodolfo Vitone (primi cinque numeri), la rivista viene in seguito acquistata dall'editore Lerici che ne trasferisce la redazione a Milano, portandola avanti fino al 1969. Legata sempre più alle vicende del Gruppo 63, diviene la più influente rivista della neo-avanguardia italiana.
In questo periodo Tola partecipa alle prime riunioni del Gruppo 63. Ben presto però si allontana dal gruppo perché lo giudica troppo attento alle carriere burocratiche interne al mondo della letteratura e dell'editoria.
Trerosso nasce invece come organo del “Gruppo Studio” di Genova. Il numero zero esce nell'ottobre del 1965. Il numero 2, terzo e ultimo fascicolo pubblicato, è del giugno/agosto 1966. L'intento è quello di dare visibilità a tutte quelle attività estetiche che lavorano sul rapporto tra arte e comunicazione. Trovano quindi ampi spazi le sperimentazioni di poesia visiva (del gruppo genovese di Luigi Tola, Rodolfo Vitone e di altri poeti visivi italiani e stranieri come Lucia Marcucci, Eugenio Miccini, Lamberto Pignotti, Luciano Ori, Jiří Kolář, etc.).
La rivista pubblica anche testi poetici sperimentali lineari, testi di poesia concreta, riproduzioni di opere pittoriche e numerosi articoli teorici.
La Caràbaga è invece galleria d'arte, dove viene organizzata nel 1965 la prima mostra collettiva di poesia visiva in Italia. Numerose sono le mostre personali organizzate in stretta collaborazione con il gruppo di Napoli (Martini, Caruso, Diacono e Persico), con il gruppo di Firenze (Miccini, Pignotti, Marcucci) e con artisti internazionali come Jiří Kolář del quale fu organizzata la prima mostra personale in Italia.
Nel frattempo Luigi Tola lavora come correttore di bozze all'Unità e come copy (utilizzando un termine moderno) in un'agenzia pubblicitaria insieme a Guido Ziveri, creando alcuni slogan utilizzati in importanti campagne pubblicitarie.
Nel 1965 tramite Lamberto Pignotti entra in contatto con l'editore Sampietro, per il quale pubblica due volumi: Poesie visive e Terribile episodio. Dello stesso editore è l'introvabile antologia di poesia visiva curata da Pignotti dove sono pubblicati anche dei lavori di Tola.
Nel 1966, nella collana di poesia contemporanea dell'editore Ugo Guanda, esce E l'ombra che conchiglia con rapide illustrazioni di Daniela Zampinii.
Sempre nel 1966 è pubblicato un atto unico di Luigi Tola nella antologia Teatro Italiano curata da Massimo Dursi per Sampietro editore. Anche in questo caso Tola non rinuncia alla sperimentazione, dando alle stampe un copione in cui non c'è parola ma solo azioni, una sorta di poesia visiva in movimento che ammicca alla danza, al mimo e alle sperimentazioni sceniche delle avanguardie storiche.

### Gli anni Settanta e Ottanta
Nel 1972 partecipa alla 26ª Biennale di Venezia: "Il libro come luogo di ricerca".
Nel 1974 si ammala gravemente. A seguito di un'infiammazione e della conseguenza otturazione di uno dei forami di circolazione del liquor, viene ricoverato e operato d'urgenza. Passerà più di un mese in prognosi riservata.
Negli anni Ottanta frequenta Claudio Costa. Con lui lavora a più riprese nei laboratori organizzati da Costa stesso presso l'ospedale psichiatrico di Quarto dei Mille, in collaborazione con lo psichiatra Antonio Slavich, già collaboratore di Franco Basaglia, per l'applicazione dell'arte alla terapia psichica. L'esperienza culmina nel laboratorio che Tola dirige per circa un anno presso lo stesso ospedale.
A seguito della morte di Costa (1995), Tola cerca di continuare tale esperienza in Germania vicino a Colonia, dove lavora per alcuni mesi. Rientrato in Italia abbandona però l'esperienza, anche a causa dell'assenza incolmabile di Costa.
Gli anni ottanta terminano con la pubblicazione del libro "Da qui lungo parole io mi sono" edito da "Edizioni Morra" nel 1989, ennesima indagine ed esplorazione di Tola all'interno dei meandri dell'essere e del linguaggio.

### Gli anni Novanta
Negli anni Novanta Luigi Tola ritorna alla poesia lineare, pubblicando per l'editore Campanotto Le sette forme del serpente (1997), raccolta che assieme alla produzione degli anni Novanta ripubblica alcune poesie degli anni Sessanta, alternando lunghe liriche (The seven shapes of the snake, Di Eros in meglio, L'Apocalisse) a brevi poesie (Io sono allora doppio, Contro la sacralità) e a piccoli versi (La mia orchestra, Mani rosse, Nel 1926).

## Opere
- Poesie visive, Sampietro editore, Bologna, 1965
- Terribile episodio, Sampietro editore, Bologna, 1965
- E l'ombra che conchiglia, Ugo Guanda Editore, Parma, 1966
- Angeli corrotti, Immordino Editore, Genova, 1967
- Jimmi Casa, Cecchinelli, Genova, 1987
- Cartoline d'artista, Belforte editore, Livorno, 1990
- Miles e non più Miles, Cecchinelli Graphital, Genova, 1991
- Le stanze d'Agorà, Micrograph, Genova, 1991
- Logotomia (con illustrazioni di Rodolfo Vitone), Micrograph, Genova, 1991
- Da qui lungo parole io mi sono. Poesi 1989-90, Edizioni Morra, Napoli, 1994
- Una stagione dissipata. Poesia Visiva a Genova, Sagep Editore, Genova 1995
- Le sette forme del serpente, Campanotto editore, Udine, 1997
- E il mare che bagnava lui bagnando le spiagge della costa, Campanotto editore, Udine, 1997